# Ambystoma altamirani
Ambystoma altamirani е вид земноводно от семейство Ambystomatidae. Видът е застрашен от изчезване.

## Разпространение
Разпространен е в Мексико.

## Описание
Популацията на вида е намаляваща.